# Lumière et compagnie
Lumière et compagnie is een anthologiefilm uit 1995. Voor deze film waren 41 internationale filmregisseurs gevraagd om een kortfilm te maken met een Cinematograaf, uitgevonden door de gebroeders Lumière. Elke kortfilm moest gemaakt worden in omstandigheden gelijkend op deze in 1895. Dit hield in: 
1. De film mocht maximaal 52 seconden zijn
2. Gesynchroniseerd geluid was niet toegelaten
3. De film moest opgenomen worden in maximaal drie takes

## Regisseurs
- Merzak Allouache
- Gabriel Axel
- Vicente Aranda
- Theo Angelopoulos
- Bigas Luna
- John Boorman
- Youssef Chahine
- Alain Corneau
- Costa-Gavras
- Raymond Depardon
- Francis Girod
- Peter Greenaway
- Lasse Hallström
- Michael Haneke
- Hugh Hudson
- Gaston Kaboré
- Abbas Kiarostami
- Cédric Klapisch
- Andrei Konchalovsky
- Patrice Leconte
- Spike Lee
- Claude Lelouch
- David Lynch
- Ismail Merchant & James Ivory
- Claude Miller
- Sarah Moon
- Idrissa Ouedraogo
- Arthur Penn
- Lucian Pintilie
- Jacques Rivette
- Helma Sanders-Brahms
- Jerry Schatzberg
- Nadine Trintignant
- Fernando Trueba
- Liv Ullmann
- Yoshishige Yoshida
- Jaco Van Dormael
- Régis Wargnier
- Wim Wenders
- Zhang Yimou